# Cambulo
Cambulo é uma cidade e município de Angola, na província da Lunda Norte.
Tem cerca de 77 mil habitantes. É limitado a norte e a leste pela República Democrática do Congo, a sul pelo município de Saurimo, e a oeste pelos municípios de Lucapa e Chitato.
O município é constituído pela comuna-sede, correspondente à cidade de Cambulo (também chamada Nzagi ou Zaze), e pelas comunas de Luia, Cachimo e Canzar.
No período colonial tinha o nome de "Paiva de Andrade".